# المصيف القلي
إن المصيف القُلِّي، الذي يُطلق عليه أحيانًا قبائل القل، وهي المنطقة الممتدة من تمالوس مرورا بعين قشرة وصولا لوادى الزهور ٬ سميت كذلك قبل ترقية سكيكدة لولاية وهي عبارة عن كتلة غابات جبلية في الجزائر تقع في الشمال الشرقي من البلاد وتشكل جزءاً من الأطلس التلي.
تقع هذه السلسلة الجبلية في غرب ولاية سكيكدة وشرق ولاية جيجل.

## جغرافيا
يميز الجغرافيون العديد من مناطق «القبائل»:
القبائل الكبرى، القبائل الصغرى وقبائل القل أو القبائل النوميدية. هذه الأخيرة، التي تقع غرب عنابة وشمال قسنطينة، هي المنطقة الأكثر استقبالا للأمطار في الجزائر والمغرب العربي، بأكثر من 1200 ملم في السنة. متوسط هطول الأمطار السنوي على جبل الڨوفي، غرب القل، هو 1800 ملم. يسود المنطقة المناخ الرطب من النوع المتوسطي.
يعتبر مصيف القل، جزءً من الأطلس التلي، تغطيه غابات كثيفة جدا، ويقع بين وادي سكيكدة في الشرق ووادي الرمال الكبير في الغرب ويمتد بقوة نحو البحر عبر «راس بوڨارون» وهي أقصى نقطة في شمال الجزائر.
ويتكون المصيف من جبال صغيرة بارتفاع متواضع يتراوح بين 900م و980م وتهيمن عليها غابات البلوط والفلين، وكذلك تم إعادة زراعة الصنوبر البحرية. كما توفر المنطقة 30% من الإنتاج الوطني للفلين. تعد المنطقة مصدرا لروافد العديد من الوديان أهمها:
الواد الكبير وواد الرمال وواد الصفصاف. وتحدها الغابات والسهول الخصبة 

## السكان
كان سكان القل مجتمع فلاحين بكل ما تحمله الكلمة من معنى. مع نمط حياة جد مستقر، وارتباط قوي بالأرض، وتطور دقيق. يعد الهيكل الاجتماعي للمنطقة قويًا جدا، تحكمه قواعد عرفية، وتم اعتبار الأرض كملكيات خاصة.
يسكن مصيف القل، مثل القبائل الصغرى وإيدوغ، الأمازيغ المُعَرَّبِين. يعيشون حياة جد هادئة ومستقرة. حياة جبلية في الأرياف تقوم على تربية الماشية. توفر الماعز والأغنام المكملات الغذائية كالحليب واللحوم و...إلخ كم يعتمدون على الزراعة المعاشية.
تعد الكثافة السكانية في المصيف القلي أقل بكثير من الكثافة السكانية في كلٍ من القبائل الكبرى والقبائل الصغرى.